# Hendrik Johan Kessels

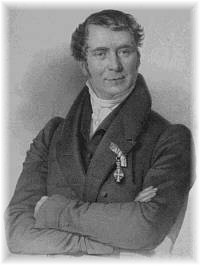
Hendrik Johan Kessels

Hendrik Johan Kessels (Maastricht, 15 mei 1781 - Bristol, 15 juli 1849), was een Nederlands-Deens klokkenmaker en een internationaal bekend fabrikant van chronometers en navigatie-instrumenten.
Hendrik Johan Kessels werd in 1781 te Maastricht geboren als derde zoon van de meubelmaker Joachim Kessels en de uit Blerick afkomstige Margaretha Caniëls. Toen hij tien jaar oud was overleed zijn vader, waarna het gezin naar Blerick verhuisde. Zijn oudste broer werd later een bekend architect in Hamburg; zijn jongste broer was de beeldhouwer Mathieu Kessels.
Al op jeugdige leeftijd zou Hendrik Johan torenklokken hebben ontworpen. In 1807 ging hij in de leer bij een chronometermaker in de destijds Deense stad Altona (bij Hamburg). Daarna voltooide hij zijn leertijd bij klokkenmakers in Londen en Kopenhagen.
Van 1815 tot 1821 werkte hij bij de beroemde klokkenmaker Abraham Louis Breguet in Parijs, waar hij werkte aan meer dan 140 klokken en horloges (waaronder het zogenaamde "zakhorloge van Marie-Antoinette"). Een indrukwekkend voorbeeld van samenwerking tussen Kessels en Breguet is een gecompliceerd tafelmodel chronometer uit ±1820, die naast Breguet's signatuur ook het opschrift "La partie chronométrique par Kessels 1312" draagt.
In 1821 richtte hij, met hulp van de Deense koning Frederik VI, in Altona een bedrijf op voor de productie van precisie-uurwerken. Het bedrijf kreeg later de naam Theodor Knoblich en bestond tot 1991. Hier werkte Kessels aan de ontwikkeling van marine-chronometers, observatie-klokken en slingeruurwerken voor astronomische observatoria. Tevens bleef hij Breguet vertegenwoordigen in Noord-Duitsland en Scandinavië en lijkt er een samenwerking met de Britse chronometermaker George Muston te zijn geweest. In totaal kunnen 200 tot 250 precisie-uurwerken aan Kessels worden toegeschreven, een gemiddelde van acht per jaar. Waarschijnlijk was zijn eveneens in de omgeving van Hamburg werkzame broer Willem Hendrik de architect van de eerste Hamburgse sterrenwacht, waarvoor Hendrik Johan grote belangstelling had en waar hij vlakbij woonde.
In 1827 werd Kessels ridder in de Orde van de Dannebrog. Vanaf 1830 was hij Deens staatsburger. In 1831 werd hij als buitenlands lid toegelaten tot de Zweedse Kungliga Vetenskapsakademien. Kessels overleed in 1849 in Claverham bij Bristol aan cholera. De door Kessels begonnen 8-dagen-marinechronometer nr. 1287 werd volgens het opschrift door Edward John Dent voor de weduwe van Kessels voltooid.
- Bibliothèque nationale de France: cb16557622j (data)
- Gemeinsame Normdatei: 117512230
- International Standard Name Identifier: 0000 0000 1319 9646
- Library of Congress Control Number: nb2011028788
- Nationale Bibliotheek van Tsjechië: zcu2013751722
- Nederlandse Thesaurus van Auteursnamen: 339244038
- RKD-Nederlands Instituut voor Kunstgeschiedenis: 480364
- Système universitaire de documentation: 159629454
- Virtual International Authority File: 8167182
- WorldCat: E39PBJx8D4CFDCjBM44qhB8V4q